# 斯特凡·利希施泰納
斯特凡·列治史迪拿（德語：Stephan Lichtsteiner，發音：[ˈʃtɛfan ˈlɪçtˌʃtaɪnər]；1984年1月16日—），是一名瑞士職業足球員，現已退役，之前效力於英超球會兵工廠，巔峰時期主要在義甲豪門尤文圖斯、拉齊歐度過，另曾任瑞士國家足球隊隊長。司職右閘或邊中場，但也能偶爾客串中後衛，雖然沒有特出的技巧，但極高的耐戰力和高合作性讓他能整場在攻守兩端發揮，是陣中必不可少的工兵。
列治史迪拿於蘇黎世草蜢開始其職業生涯，贏得2002-03賽季的聯賽冠軍。2005年，他轉會至法國甲組足球聯賽球會里爾，加盟首季協助球會獲得歐洲聯賽冠軍盃的資格。2008年，列治史迪拿轉會至意大利甲組足球聯賽球會拉素，加盟首季贏得意大利盃和意大利超級盃。2011年，他以1000萬歐元的價錢轉會至尤文图斯，效力的7年間於各項賽事上陣257次，贏得14個冠軍，包括連續7年的意甲冠軍。2018年，列治史迪拿轉會至英格蘭超級足球聯賽球會阿仙奴。
於國家隊方面，列治史迪拿於2006年首次為瑞士國家足球隊上陣，並參加了3屆世界盃及2屆，最後在2019年年底宣布從國家隊退役，並為國家隊出賽108場、8進球，其中出賽場次高居國家隊第三名。

## 球員生涯

### 里爾
2005-06賽季，列治史迪拿轉會至法國球會里爾，成為2005年五位轉會至法國甲組足球聯賽的其中一位瑞士足球員。他於首季即出任正選，並協助球會以季軍完成聯賽賽事，獲得歐洲聯賽冠軍盃的資格。可是，於2007-08賽季，里爾只能以第七名完成賽事，以1分之差無緣下屆的歐洲賽事。該季，列治史迪拿攻入4球，為職業生涯取得最多入球的一季。

### 拉素
列治史迪拿於2008年欧洲足球锦标赛中有着良好的表現，巴黎圣日耳曼和愛華頓等的球會有興趣簽下他。列治史迪拿拒絕了巴黎聖日耳門的邀請，並於2008年7月16日轉會至意大利的拉齐奥，以替代轉會至韋斯咸的。雙方簽約4年，轉會費為約150萬歐元。列治史迪拿於2009年4月上演的羅馬德比中攻入轉會後首個入球，助球隊以4比2取勝。於比賽中，在侵犯列治史迪拿後，二人發生爭執，最終二人皆被球證出示黃牌警告。該季，列治史迪拿聯同塞爾維亞左閘於球場兩側進行進攻。雖然拉素該季聯賽只能排名第十，但球會贏得意大利盃，取得參加下屆欧足联欧洲联赛的資格。於決賽中，列治史迪拿於互射十二碼階段射入其中一球十二碼，協助球隊以6比5的比分贏得冠軍。2009-10賽季開始後，他亦助球隊贏得意大利超級盃冠軍。
於離隊後，列治史迪拿於拉素的前景亦變得不明朗，因盛傳有數間球會表示有興趣簽下他。雖然拉素於2010-11賽季完結後獲得欧足联欧洲联赛，但他仍決定不履行最後一年的合約，轉會至祖雲達斯。

### 祖雲達斯

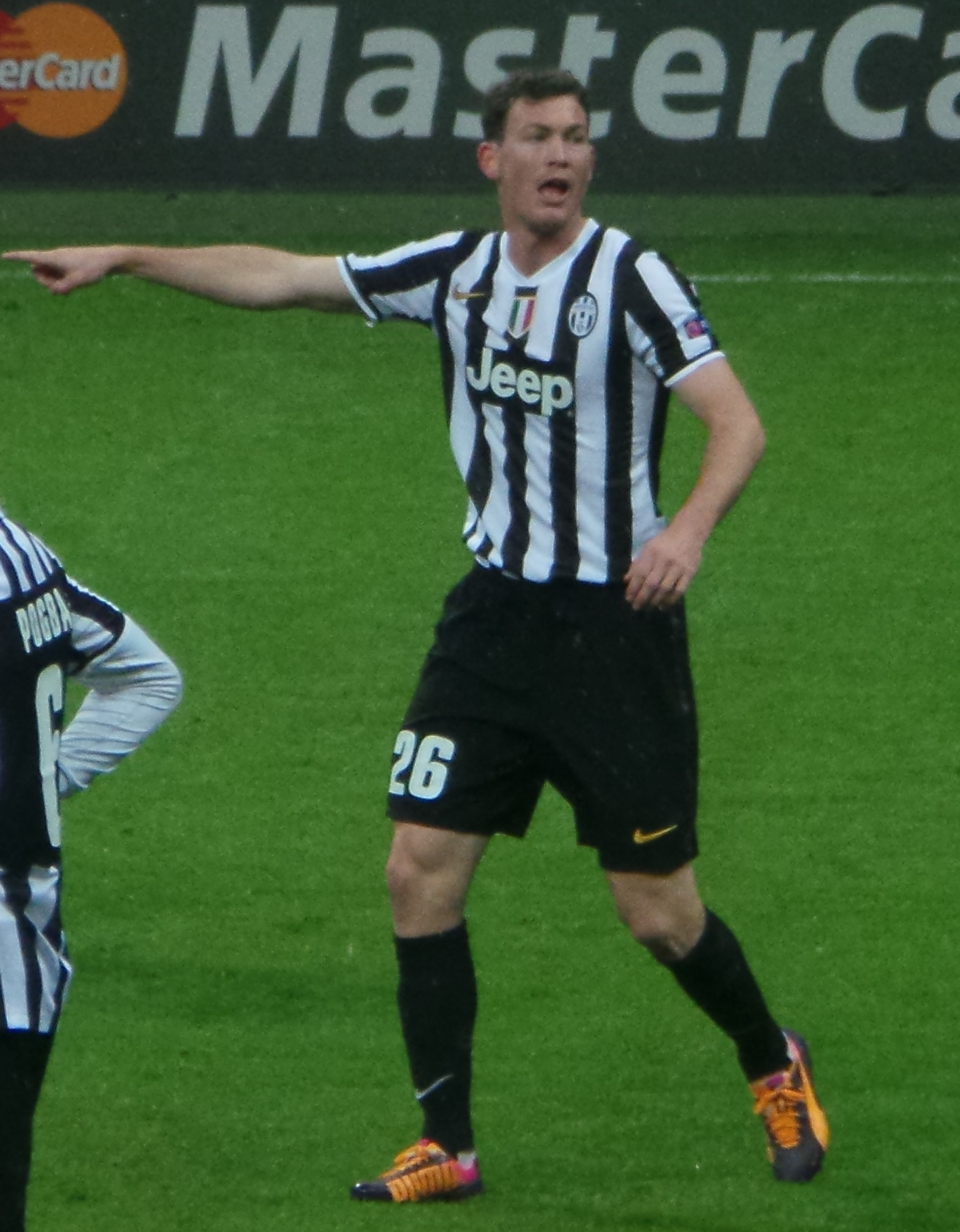
2013年12月，為祖雲達斯上陣時的利希施泰納

2011年6月27日，祖雲達斯確認利希施泰納已於都靈完成體測，亦已和拉素達成轉會費協議，轉會費為1000萬歐元，分3期付款。整項轉會於7月1日完成。9月11日，他於對陣帕爾馬時首次代表新東家上陣，並攻入1球，最終祖雲達斯以4比1勝出。此入球亦是祖雲達斯的新球場首個入球。效力的首季，列治史迪拿只是因傷患和停賽缺陣少量的比賽，而球隊出色的防守亦維持至季尾，並贏得意大利聯賽冠軍。次季，列治史迪拿再次於聯賽揭幕戰取得入球，他接應的傳送射入1球，助球隊以2比0輕取帕爾馬。於2013-14賽事，他因為傷患而上陣較少比賽，但仍於各項賽事攻入3球，助球隊連續贏得3屆聯賽冠軍。利希施泰納於3-5-2陣式下擔任右翼衛的角色，他於球場右側的傳中球和用球能力，加上接應的長傳，令他以8個助攻聯同成為球隊的助攻王。
2015年6月6日，列治史迪拿於2015年歐洲冠軍聯賽決賽正選上陣，並參與了祖雲達斯追平的一球，但球隊仍以1比3見負。9月23日，他於對陣弗羅西諾內時因呼吸困難而在半場被換下，賽後證實需要進行心臟手術改正心律不整的問題，缺陣1個月。11月3日，列治史迪拿於2015–16年欧洲冠军联赛客和1比1的比賽中，於第44分鐘攻入1球，此入球於其後被選為其中一個最佳入球。

### 阿仙奴
2018年6月5日，列治史迪拿免費轉會至英格蘭超級足球聯賽球會阿仙奴。他於主負曼城0比2的比賽，於第35分鐘後備入替受傷的艾斯利·梅特兰-尼尔斯，首次替球隊上陣。

### 奧格斯堡
2019年8月，利希施泰纳自由转会加盟奧格斯堡，雙方签下了一份为期一年的合同。

## 榮譽

### 球會
蘇黎世草蜢
- 瑞士足球超级联赛冠軍：2002-03賽季（英语：2002–03 Nationalliga A）

 拉素
- 意大利盃冠軍：2008-09賽季（英语：2008–09 Coppa Italia）
- 意大利超級盃冠軍：2009年（英语：2009 Supercoppa Italiana）

 祖雲達斯
- 意大利甲組足球聯賽冠軍：2011-12賽季、2012-13賽季、2013-14賽季、2014-15賽季、2015-16賽季、2016-17賽季、2017-18賽季
- 意大利盃冠軍：2014-15賽季（英语：2014–15 Coppa Italia）、2015-16賽季（英语：2015–16 Coppa Italia）、2016-17賽季（英语：2016–17 Coppa Italia）2017-18賽季（英语：2017–18 Coppa Italia）
- 意大利超級盃冠軍：2012年、2013年、2015年（英语：2015 Supercoppa Italiana）

### 個人
- 瑞士足球先生：2015年[23]

## 外部連結
- 利希施泰納於祖雲達斯官方網站上的資料
- 利希施泰納於瑞士足球協會官方網站上的資料 （德文）
- 斯特凡·利希施泰納 – FIFA國際賽競賽紀錄 (存檔)